# Jagesar Persad Kaulesar Sukul

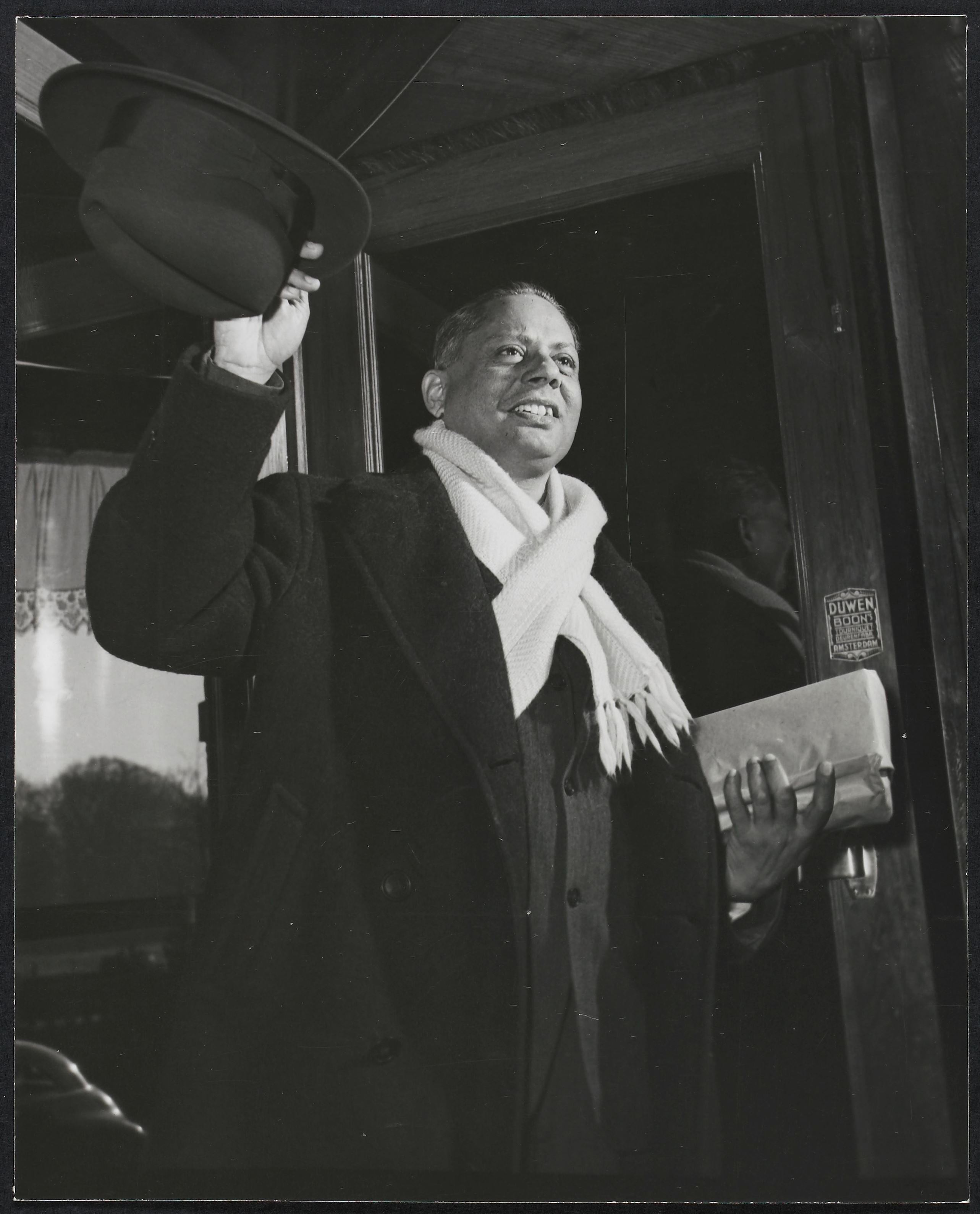
J.P. Kaulesar Sukul (1948)

Jagesar Persad Kaulesar Sukul (Paramaribo, 1900 - 28 september 1980) was een Surinaams bestuurder, politicus en Hindoe geleerde.
Hij was onderwijzer bij het openbaar onderwijs voor hij in 1938 voor een periode van vier jaar door de gouverneur benoemd werd tot lid van de Staten van Suriname (van de vijftien parlementsleden werden er tien gekozen en de gouverneur benoemde de andere vijf). In 1942 werd hij herbenoemd. Later was hij oprichter en voorzitter van de Surinaamse Hindoe Partij maar ook mede-oprichter van de politieke partij VHP. In 1948 maakte hij deel uit van de Surinaamse delegatie aan de Ronde Tafel Conferentie en in die periode was hij waarnemend hoofd van het Centraal Archief. Hij was al werkzaam bij het binnenlands bestuur voor hij in 1951 benoemd werd tot tijdelijk districtscommissaris van Saramacca. Hij was vanaf eind 1958 naast districtscommissaris ook waarnemend hoofd van het binnenlands bestuur.
Kaulesar Sukul studeerde Sanskriet aan de Columbia University in New York en de Rijksuniversiteit Utrecht en etnologie aan de Rijksuniversiteit Leiden. In 1958 promoveerde hij aan de Rijksuniversiteit Utrecht in de letteren op een proefschrift dat bestond uit een Nederlandse vertaling van Bhagavadgītā en beschouwingen daarover.
In 1973 vestigde Kaulesar Sukul zich in Nederland waar hij in 1980 overleed.